# 승효빈
승효빈(1983년 12월 5일 ~ )은 미스코리아 뉴욕 미(美) 출신의 배우이다.

## 출연 작품

### 드라마
- 2009년 MBC 수목드라마 《맨땅에 헤딩》 ... 홍미경 역
- 2010년 EBS1 다문화가정 드라마 《마주보며 웃어》 ... 미란 역
- 2012년 KBS 드라마 《자체발광 그녀》 ... 이유진 역

### 영화
- 물고기 (단편영화)

### 그 외
- 2010년 QTV 《러브택시》
- 2010년 SBS 《웃음을 찾는 사람들 - 헤어지는 중입니다》

## 같이 보기
- 2006년 미스코리아
- 미스코리아 뉴욕